# (35481) 1998 FA8
1998 FA8 (asteroide 35481) é um asteroide da cintura principal. Possui uma excentricidade de 0.18538680 e uma inclinação de 3.12872º.
Este asteroide foi descoberto no dia 20 de março de 1998 por Spacewatch em Kitt Peak.